# VSPN
VSPN(영어: Versus Programming Network, 중국어: 英雄体育)은 e스포츠 분야 콘텐츠 제작사이다.

## 주관한 대회

### 현재
- LCK 챌린저스 리그 (2021~)
  - 2021 LCK 챌린저스 리그 스프링
  - 2021 LCK 챌린저스 리그 서머
  - 2022 LCK 챌린저스 리그 스프링

### 과거
- 카트라이더 러쉬플러스 리그 (2021)
  - 2021 신한은행 헤이영 카트라이더 러쉬플러스 리그 시즌 1
  - 2021 신한은행 헤이영 카트라이더 러쉬플러스 리그 시즌 2
- 카트라이더 리그 (2021)
  - 2021 신한은행 헤이영 카트라이더 리그 시즌 2
  - 2021 신한은행 헤이영 카트라이더 리그 수퍼컵
- 와일드 리프트 챔피언스 코리아 (2021~2022)
  - 2022 와일드 리프트 챔피언스 코리아 프리시즌 인비테이셔널

## 경기장
V.SPACE는 VSPN이 소유한 e스포츠 리그, 세미나, 컨퍼런스, 콘서트 주최 장소로 서울특별시 중구 광희동에 위치해있다. V.SPACE에서 대표적으로 LCK 챌린저스 리그, 와일드 리프트 챔피언스 코리아의 경기장으로 사용 중이고, 이전에는 카트라이더 리그, 카트라이더 러쉬플러스 리그의 경기장으로 사용했다.